# Guillaume de Sure
Guillaume de Sure ( - 20 septembre  1340) est un prélat français du XIVe siècle
Il est le  fils du chevalier Guillaume, seigneur de Sure en Breslê. Guillaume de Sure est chantre de l'église de Lyon en 1308 et archidiacre en 1327. En 1332, il est nommé archevêque de Lyon et est sacré au mois de janvier 1333. En 1335 il confie l'administration de l'hôpital du pont du Rhône à quelques habitants et confirme en 1336 les privilèges des bourgeois de Lyon.